# O myszce, ptaszku i kiełbasce
O myszce, ptaszku i kiełbasce (Von dem Mäuschen, Vögelchen und der Bratwurst) – baśń braci Grimm opublikowana w 1812 roku w ich zbiorze Baśni (tom 1, nr 23).

## Treść[1]
Trójka przyjaciół - ptaszek, mysz i kiełbaska, zamieszkało we wspólnym gospodarstwie. Każde z nich miało swoje obowiązki: ptaszek latał codziennie do lasu przynosząc drewno na podpałkę, mysz nosiła wodę i rozpalała ogień, a kiełbaska zajmowała się gotowaniem. Wiodło im się dobrze. 
Pewnego dnia ptaszek spotkał w lesie innego ptaka i opowiedział, jakie szczęśliwe ma życie. Jednak obcy ptaszek uznał, że przyjaciele go wykorzystują, gdyż dają mu najcięższe zadanie. Tymczasem mysz po naniesieniu wody i rozpaleniu ognia może wypoczywać, a kiełbaska ma za zadanie tylko zanurzyć się w przygotowanej zupie, by była dobrze osolona i omaszczona. 
Pod wpływem tych słów, ptaszek zbuntował się po powrocie i oświadczył, że nie będzie już latał po drewno. Wówczas przyjaciele ustalili, że zamienią się rolami. Od tej pory ptaszek miał nosić wodę, mysz gotować, a kiełbaska chodzić do lasu po drewno. Następnego dnia kiełbaska udała się do lasu po drewno, ale długo nie wracała. Ptaszek wyruszył na poszukiwanie. Okazało się, że przyjaciółka spotkała w lesie psa, który ją pożarł. 
Ptaszek wrócił do domu i powiedział myszy co się stało. Oboje byli zasmuceni, ale postanowili nadal trzymać się razem. Ptaszek nakrył do stołu, a mysz zaczęła gotować. Kiedy jednak chciała, za przykładem kiełbaski, wskoczyć do garnka, żeby omaścić potrawę, ugotowała się żywcem. Ptaszek, wracający z drewnem, po powrocie nie zastał kucharki. Zaczął jej szukać. Przez nieuwagę sprawił, że przyniesione przez niego drewno zajęło się ogniem. By ugasić pożar pobiegł do studni po wodę. Jednak wiadro okazało się dla niego za ciężkie - utonęło w studni, pociągając za sobą wróbla, który utonął.